# Lycosa balaramai
Lycosa balaramai är en spindelart som beskrevs av Patel och C. Adinarayana Reddy 1993. Lycosa balaramai ingår i släktet Lycosa och familjen vargspindlar. Inga underarter finns listade i Catalogue of Life.